# Glenea simalurica
Glenea simalurica là một loài bọ cánh cứng trong họ Cerambycidae.